# Il dado
Il dado è il terzo album di Daniele Silvestri, pubblicato il 21 maggio 1996 dalla BMG Ricordi.

## Il disco
È un doppio CD, venduto al prezzo intero di uno. I due supporti sono intitolati "lato A" e "lato B", rifacendosi a un LP in vinile, ma anche (per la tipologia dei brani contenuti) ai vecchi 45 giri. Fanno parte della colonna sonora del film Cuori al verde (1996) di Giuseppe Piccioni le quattro brevi tracce strumentali denominate Tempo, insieme a Ferrament.
Silvestri, pur non scalando (ancora) le classifiche dei dischi più venduti, ottiene numerosi consensi di pubblico e critica. Sempre più ricco l'universo compositivo dei suoi brani, sempre più indirizzati verso l'omaggio alle rock band storiche. Si susseguono filosofie, ricordi, viaggi, momenti comici, storie di vita, e momenti poetici intensi. L'idea comune del "dado", simbolo dell'aleatorietà, della sorte che muove i fili della nostra esistenza, racchiude giocoforza tutti i temi trattati, e li relativizza in una esistenza che, per quanti sforzi si faccia, resta comunque legata a un combinarsi di eventi difficile da prevedere. Daniele mostra anche le proprie abilità nello scrivere in inglese e in francese, a volte mescolando idioma con idioma, come in Ready.
La Intro è composta dai primi versi de Il dado; Cohiba è dedicata a Che Guevara e a Cuba, il cui titolo è quello della più nota marca di sigari dell'arcipelago; Sogno-b sta per "bisogno" e parla di bisogni corporali; Me fece mele a chepa è in un finto pugliese (starebbe per "Mi fa male la testa") e nomina numerose località della Puglia stessa; La bomba racconta di un uomo che ha perso l'udito dopo una forte esplosione, ed è cantata chitarra e voce con un sottofondo sordo.
Le tracce denominate Tempo sono di breve durata e tutte strumentali; Strade di Francia contiene una falsa partenza, con il gruppo che ride per poi essere ricondotto alla serietà da Daniele, accorgimento che troviamo anche nel brano di Bob Dylan Bob Dylan's 115th Dream; in Banalità alla tromba suona Demo Morselli; Pino si lega a Paolo contenuta nel suo primo album, e descrive un intellettuale di destra svuotato di ogni valore e malconcio per colpa dell'alcolismo; Aiutami riprende i versi de Il dado recitati anche nella intro del cosiddetto "lato A"; Rappresaglia è una session improvvisata, registrata in bassa frequenza, dove Daniele suona la batteria, e Max Gazzè invece la chitarra. 

## Tracce
Lato A (disco nero)
1. Intro – 1:00
2. Seguimi – 5:28
3. Hold Me – 3:57
4. Cohiba – 5:17
5. Sogno-b – 4:07
6. Un giorno lontano – 4:37
7. Me fece mele a chepa – 4:29
8. Via col vento – 3:35
9. Samantha – 4:03
10. La bomba – 3:11
11. Il dado – 4:29

Lato B (disco rosso)
1. Tempo 1/Ready – 1:55
2. Strade di Francia – 5:16
3. Ma ville qui meurt / Tempo 2 – 2:33
4. Banalità – 3:43
5. Ferrament/Tempo 3 – 4:27
6. Lasciami andare/Tempo 4 – 4:41
7. Pino (fratello di Paolo) – 4:32
8. Aiutami/Rappresaglia (feat. Laura Arzilli dei Tiromancino) (ghost track con Max Gazzè) – 11:50

## Musicisti
Daniele Silvestri voce e chitarra
Max Gazzè basso